# کونگ دان
کونگ دان (به چینی: 孔丹) (زاده ۱۹۴۷) کارآفرین، اقتصاددان و بانکدار چینی است، که در حال حاضر به‌عنوان رییس هیئت مدیره شرکت‌های سیتیک گروپ و چاینا سیتیک بانک فعالیت می‌کند.